# Emersonella niveipes
Emersonella niveipes är en stekelart som beskrevs av Girault 1917. Emersonella niveipes ingår i släktet Emersonella och familjen finglanssteklar. Inga underarter finns listade i Catalogue of Life.